# Săcelu
Săcelu is een Roemeense gemeente in het district Gorj.
Săcelu telt 1768 inwoners.